# Fenice Volley Isernia
La Fenice Volley Isernia est un club de volley-ball masculin d'Isernia (souvent appelé par les différents noms des sponsors principaux au gré des années) qui évolue au deuxième niveau national (Serie A2).

## Palmarès
Néant